# Namik Kulenović
Namik Kulenović (Tešanj, 12. prosinca 1912. – okolica Bihaća, 1944.), hrvatski novinar i političar. 

## Životopis
Bio je mlađi brat Mesuda Kulenovića. Osnovnu školu je završio u Tešnju, a srednju u Banjoj Luci. Studij prava u Zagrebu nije završio. Surađuje u zagrebačkim novinama, pod utjecajem starijeg brata. Do 1941. je dopisnik Jutarnjeg lista i Novosti iz Bosanske krajine. Krajem 1941. ulazi u političke dužnosti. Imenovan je za tajnika ureda Džafera Kulenovića, potpredsjednika vlade NDH. Na dužnosti je ostao do smrti. Godine 1942. oženio se Katarinom Matanović, jedinom pilotkinjom u zrakoplovstvu NDH. Poginuo je 22. travnja 1944. na letu za Bihać, kad je njegov zrakoplov u kojem je letio srušio britanski zrakoplovac.